# Fluorescent treponemal antibody
 (juillet 2013).
Si vous disposez d'ouvrages ou d'articles de référence ou si vous connaissez des sites web de qualité traitant du thème abordé ici, merci de compléter l'article en donnant les références utiles à sa vérifiabilité et en les liant à la section « Notes et références ».
Le fluorescent treponemal antibody est un test utile et spécifique pour le diagnostic de la syphilis.
Il consiste par la méthode d'immunofluorescence indirecte à rechercher des immunoglobulines dirigées contre les tréponèmes, en utilisant comme substrat antigénique des tréponèmes tués. Le test est positif dès l'apparition du chancre.